# Пакали
Пакали́ — село в Тонкинском районе Нижегородской области, административный центр Пакалевского сельсовета.

## Население
| 2002 | 2010 |
| ---- | ---- |
| 448  | ↘371 |

## Улицы
| - ул. Заречная, - ул. Лесная, - ул. Овражная, - ул. Полевая, | - ул. Рабочая, - ул. Центральная, - ул. Черёмушки, - ул. Школьная. |

## Инфраструктура
В селе действует отделение Почты России.